# Fratelli missionari di San Francesco d'Assisi
I fratelli missionari di San Francesco d'Assisi (in latino Congregatio Missionaria Sancti Francisci Assisiensis, in inglese Franciscan Missionary Brothers) sono un istituto religioso maschile di diritto pontificio: i membri di questa congregazione laicale pospongono al loro nome la sigla C.M.S.F.

## Storia
Le origini della congregazione risalgono alla fine del XIX secolo, quando un gruppo di zelatori missionari tedeschi, con il sostegno del vescovo di Lahore, iniziò a interessarsi delle problematiche inerenti all'evangelizzazione dell'India, terra povera di clero. Il vescovo di Nagpur, Jean-Marie Crochet, eresse la fraternità in istituto religioso con decreto del 21 febbraio 1901 e affidò ai missionari di San Francesco il distretto di Nimar, dove i fratelli aprirono un orfanotrofio e una tipografia.
La congregazione di Propaganda Fide concesse il decreto di lode all'istituto l'8 gennaio 1921; nel 1930 i religiosi celebrarono il loro primo capitolo generale ed elessero superiore della congregazione il missionario tedesco Paulus Moritz (1869-1942), ritenuto il fondatore dei fratelli missionari di San Francesco; la Santa Sede approvò le costituzioni della congregazione il 29 giugno del 1931.

## Attività e diffusione
I fratelli missionari di San Francesco d'Assisi si dedicano alle opere di propagazione della fede cattolica.
Sono presenti in Asia (India, Sri Lanka) e in America (Paraguay, Bolivia); la sede generalizia è a Mumbai.
Al 31 dicembre 2005 la congregazione contava 92 comunità e 406 religiosi, tutti laici.